# 新オックスフォード米語辞典
『新オックスフォード米語辞典』（The New Oxford American Dictionary, NOAD）は、オックスフォード大学出版局が発行しているアメリカ英語の辞典（英英辞典）。全1巻。初版は2001年に発行された。最新版は2010年の第3版。1998年に英国で発行された『新オックスフォード英語辞典』（New Oxford Dictionary of English, NODE）を基にしている。2005年5月に第2版とPalm OSで動作するCD-ROM版が刊行された。2005年4月に発売されたMac OS X v10.4と以降のmacOSでは「辞書」アプリケーションで同辞典のデータを利用できるようになっている。

## 書誌情報
- The New Oxford American Dictionary, First Edition, Elizabeth J. Jewell and Frank R. Abate (Editors), 2192 pages, September 2001, Oxford University Press, ISBN 019511227X
- The New Oxford American Dictionary, Second Edition, Erin McKean (Editor), 2096 pages, May 2005, Oxford University Press, ISBN 0195170776
- The New Oxford American Dictionary, Third Edition, Angus Stevenson, Christine A. Lindberg (Editor), 2096 pages, September 2010, ISBN 9780195392883